# Oxylamia nimbae
Oxylamia nimbae là một loài bọ cánh cứng trong họ Cerambycidae.